# Tristram Shandy
Tristram Shandy eller Tristram Shandys levned og meninger (The Life and Opinions of Tristram Shandy, Gentleman), er en satirisk roman ved Laurence Sterne. Den blev udgivet i ni bind imellem 1759-67. Den er blevet anset for en af moderne tids mest indflydelsesrige romaner og som en forløber for stream of consciousness.

## Handling
Romanen har bevidst ingen egentlig handling, den springer imellem handling, tid og referencer (digression). Hovedpersonen fødes først i bind 4. Undervejs udviser Sterne sproglig og humoristisk oplagthed og refleksioner over tidens filosofi (som John Locke) og litteratur (Alexander Pope og Jonathan Swift). Samtidens "opblæsthed" inkarneres af hovedpersonen Tristram Shandy, der fødes med en fladtrykt næse, der dog aldrig afholder ham fra at stikke den i alskens sager og have meninger om hvad som helst; har han ikke kundskaber og viden, så har han dog altid en hypotese. Navnet 'Tristram' er en afledning af Hermes Trismegistos. Titlen Tristram Shandys Levned og Meninger kan læses som en parodi på antikken og eftertidens lignende titler som "Berømte Personers Liv og Meninger".
Sternes inspirationer har været Francis Bacon, François Rabelais, Miguel de Cervantes, Michel de Montaigne og ikke mindst Robert Burton.

## Virkningshistorie
Sternes Tristram Shandy fik indflydelse på senere tysk romantisk ironi og både Johann Wolfgang von Goethe, den unge Karl Marx og Friedrich Nietzsche. I Danmark gled Sternes titel ind i Johannes Ewalds Levnet og Meeninger (ca. 1774-75) og påvirkede Jens Baggesens Labyrinthen (1792-93).

Sagt om Sterne:
"Hvem der læser ham føler sig både fri og skøn, hans humor er u-efterlignelig, og ikke enhver humor befrier 'sjælen'." (Johann Wolfgang von Goethe).
Mens Sterne-indflydelsen på nyere tids eksperimentelle litterater tæller James Joyce, Virginia Woolf, Salman Rushdie og for eksempel danske Svend Åge Madsen.

## Kritik
Eftertiden har påvist meget plagiat hos Sterne, ikke mindst fra Burton, Bacon og Rabelais' tekster, en skik Sterne selv fordømte kraftigt, samtidig med at han groft udnyttede samme. Sternes samtidige Oliver Goldsmith noterede derom:
"Sternes skrifter, hvori det tydeligt vises, at han, hvis manerer og stil længe blev anset for original, uden tøven, rent faktisk plagierede sine forgængere for at kunne pynte på sine egne sider. Det skal samtidig anføres, at Sterne udvalgte materialet til sin mosaik med så megen kunst, placerede det så godt, og polerede så meget der på, at vi i de fleste tilfælde må være tilbøjelige til at undskylde for fordringen om originalitet, i betragtning af det udsøgte talent med hvilket det lånte materiale er smedet sammen til en ny form". (Oliver Goldsmith, 1766).

## Eksterne referencer
- Engelsk udgave af Tristram Shandy: Gutenberg.